# Otiko Afisa Djaba
Otiko Afisa Djaba (née en 1962) est une femme politique ghanéenne. Elle a été responsable de l'organisation féminine du Nouveau Parti patriotique,,,,. Elle a également été ministre du Genre, des Enfants et de la Protection sociale.

## Enfance et éducation
Otiko Afisa Djaba est née le 21 janvier 1962 de Henry Kojo Djaba et Rosalind Sheita Bawa à Koforidua, dans la région orientale du Ghana,. Elle est la deuxième enfant d'une fratrie de 21 frères et sœurs.
Elle a fréquenté l'école secondaire Tamale (aujourd'hui Tamale Senior High School). Elle est aussi titulaire d'un diplôme en communication et marketing d'une institution britannique. Elle a également suivi une formation d'analyste des systèmes informatiques dans un collège du Royaume-Uni.

## Vie politique
En 2008, elle s'est présentée au siège parlementaire de Bole Bamboi sous la bannière du NPP mais a perdu contre l'ancien président John Dramani Mahama. Elle est devenue plus tard responsable de l'organisation féminine du Nouveau Parti patriotique. Elle a été nommée ministre du Genre, des Enfants et de la Protection sociale en 2017. En août 2018, elle a été nommée ambassadrice du Ghana en Italie mais a décliné l'offre,.

### Opposition à sa nomination ministérielle
Lors du processus législatif concernant la confirmation de la nomination d'Otiko Djaba en tant que ministre, l'opposition parlementaire, minoritaire, proteste collectivement, estimant « que son tempérament et son attitude ne leur donnent pas l'assurance qu'elle sera en mesure de mieux gérer les affaires des enfants ghanéens et des femmes ». Avant les élections générales de 2016, Otiko Djaba avait appelé les tribus Gonja à ne pas voter pour John Mahama, parce qu'il ne leur était pas fidèle, le décrivant lors d'un rassemblement politique comme « très méchant, incompétent et désespéré ». Elle a soutenu que ses propos n'étaient pas provocateurs et qu'elle « ne devait des excuses à personne », affirmant qu'elle continuerait d'utiliser le même langage pour décrire l'ancien président. Deux autres préoccupations ont également été soulevées par les législateurs de l'opposition : la première concernait sa violation de l'article 7 de la loi n°426 du Ghana National Service Scheme, qui oblige tous les diplômés universitaires à effectuer un service national obligatoire d'un an dans le pays avant de prendre leurs fonctions publiques. La seconde avait trait à sa déclaration selon laquelle Charlotte Osei avait offert des faveurs sexuelles à Mahama en échange de son poste de présidente de la Commission électorale du Ghana.
Malgré un scrutin secret, elle obtient 152 voix favorables, au-delà des 50 % nécessaires pour lui assurer le poste. Elle le quitte en 2018.
Otiko Afisa Djaba anime désormais une émission de télévision sur TV3 baptisée Let’s Talk Ability.